# Franziskanerkloster Maria Enzersdorf

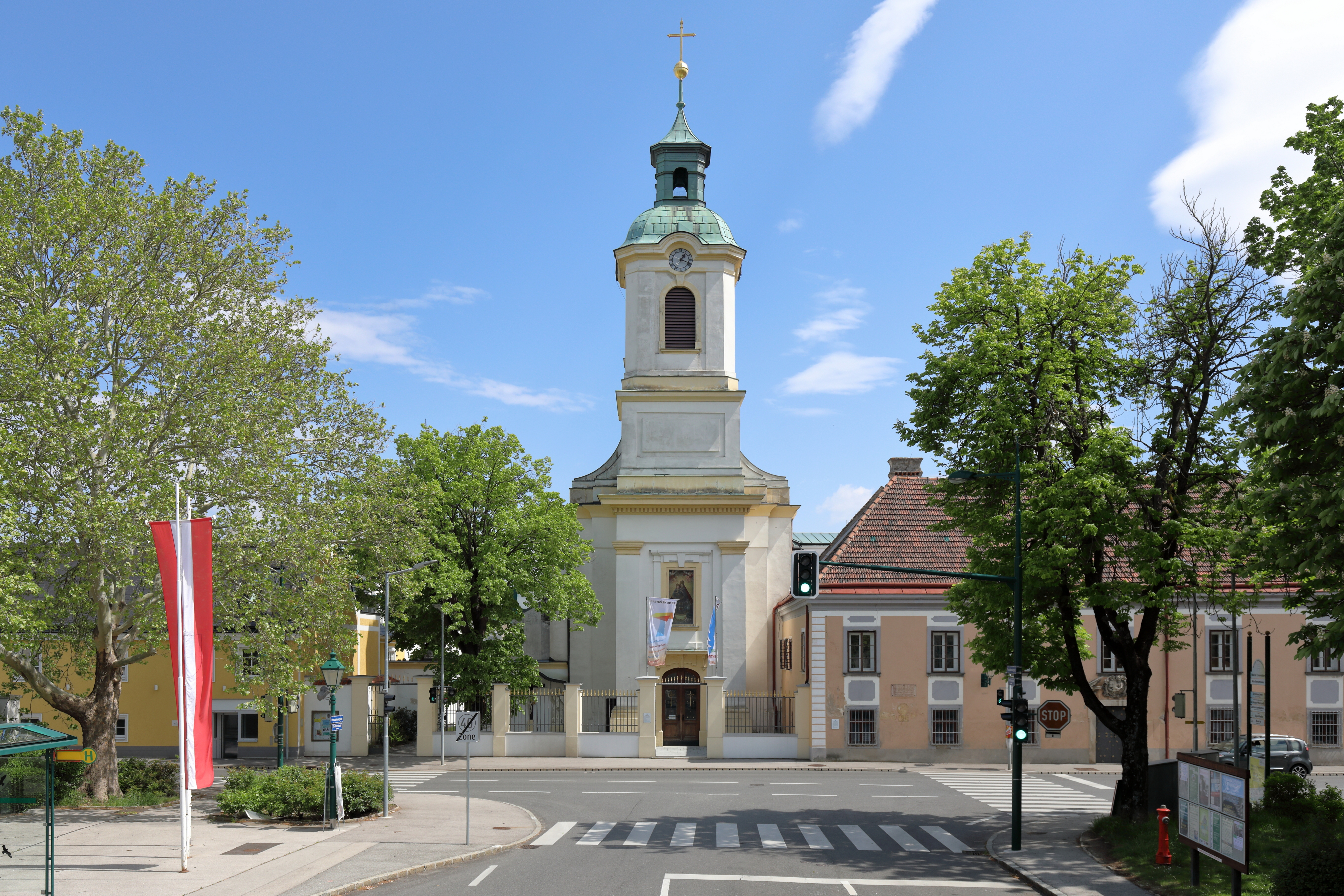
Maria Enzersdorf, links die Wallfahrtskirche, rechts das Franziskanerkloster

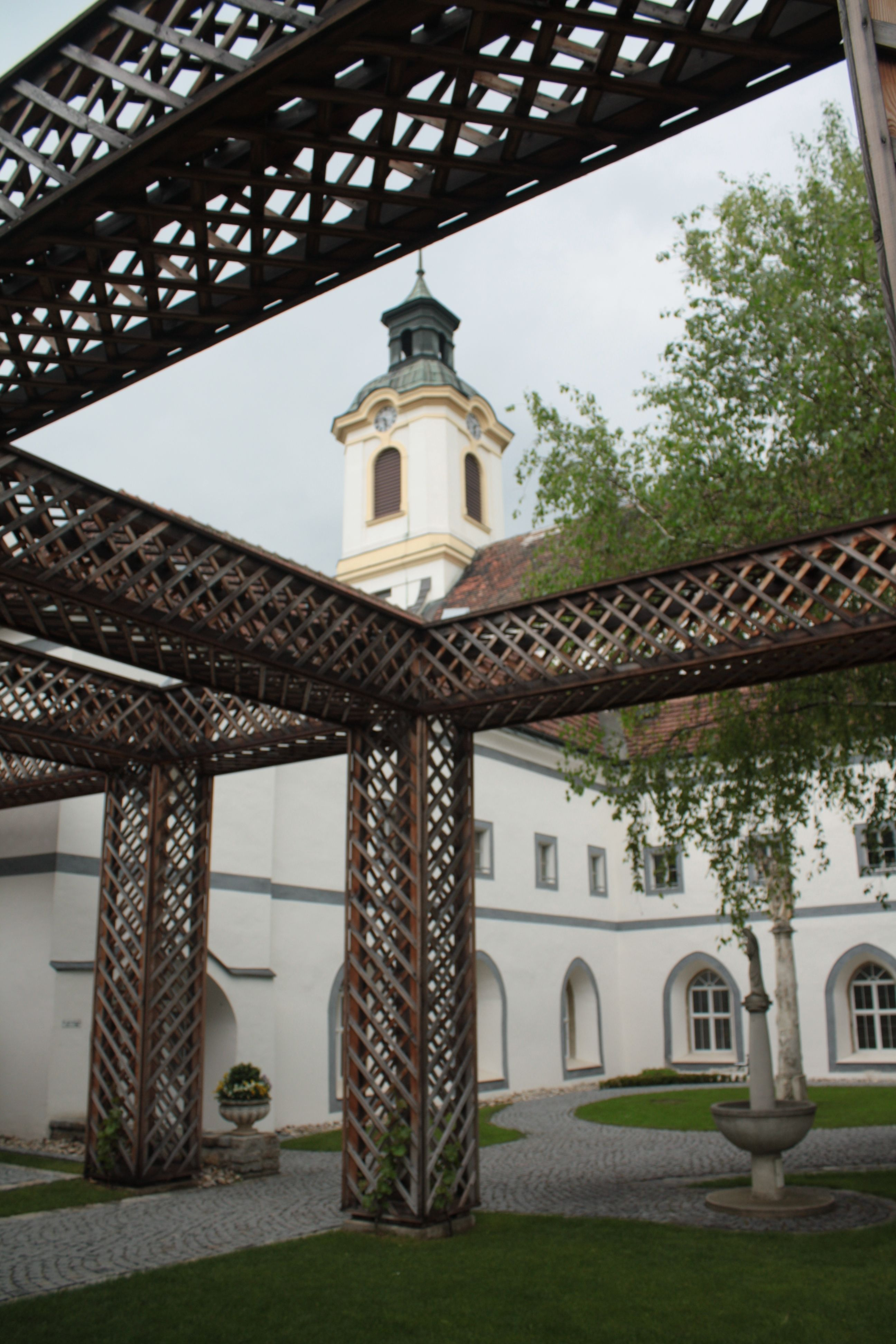
Innenhof

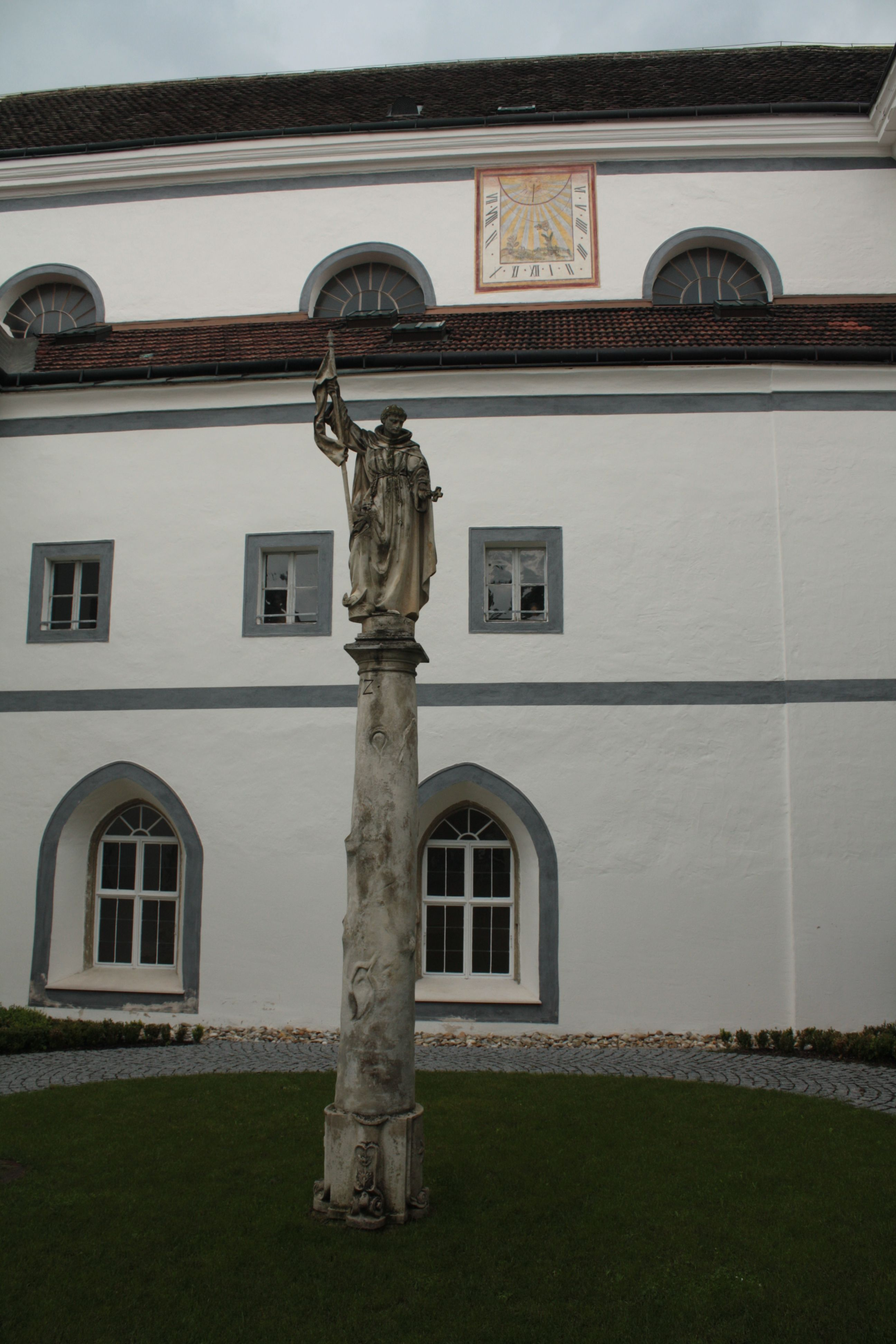
Statue hl. Johannes Capistran auf einer hohen Baumsäule im Innenhof

Das Franziskanerkloster Maria Enzersdorf ist ein Kloster der Franziskaner (OFM)  in Maria Enzersdorf südlich von Wien. Es ist der älteste bestehende Franziskanerkonvent in Niederösterreich. Gelegen ist das Kloster mitten im Ort. Das Bauwerk steht unter Denkmalschutz (Listeneintrag). Zum Kloster gehört die Wallfahrtskirche Maria Enzersdorf.

## Geschichte
Kirche wie Kloster wurden 1454 vom Franziskaner Johannes Capistran gegründet und 1472 vollendet. 1529 wurde im Türkenkrieg Kirche und Kloster zerstört. 1533 wurde auf Beschluss des Generalkapitels im Franziskanerkloster Pupping die Niederlassung wegen der Zerstörung und wegen Personalmangels aufgegeben und die Baulichkeit dem spanischen Hofmeister des Wiener Hofes übergeben. 1569 verlieren die Franziskaner durch ein kaiserliches Dekret jeglichen Besitzanspruch. Im Jahr 1632 erfolgte auf kaiserlichen Befehl die Rückgabe des Klosters an die Franziskaner, 1641 wurde die Kirche nach einem Wiederaufbau neu geweiht. Nach den zweiten Zerstörungen im Türkenkrieg 1683 wurde der Klostertrakt an der Hauptstraße erneuert und die Kirche im Jahr 1726 neu geweiht.
Von 1727 bis 1729 erfolgte eine bauliche Erweiterung der Kirche und des Klosters. Danach wurde 1730 mit der Gnadenstatue Maria, Heil der Kranken eine Wallfahrt mit einer Stiftung gegründet. Im Jahr 1784 wurde die Kirche zur Pfarrkirche erhoben.
Im Jahr 1788 wurde der Kirchturm zur Hauptstraße erbaut. Von 1907 bis 1909 wurde die Kirche unter der Bauleitung von Richard Jordan erweitert.
Im Jahr 1454 kam es zur Gründung eines Franziskanerklosters durch den hl. Johannes von Capistran. 1529 der Türkeneinfall und 1533 Wirren der Reformation setzten dem Klosterleben ein Ende. 1632 kehrten die Franziskaner nach Enzersdorf zurück. 1683 verwüsteten die Türken erneut das Kloster. 1725 erfolgte ein Neubau des an der Hauptstraße gelegenen Klostertraktes. In den 1960er Jahren wurde der südöstliche Klostertrakt abgerissen und durch einen Neubau ersetzt. Das geplante Priesterseminar wurde jedoch nicht eingerichtet.
Von 1961 bis 1966 erfolgte die Demolierung des südöstlichen Klostertraktes und die Errichtung von Neubauten, mit Räumen für die Klostergemeinschaft, Provinzbibliothek und eine Fernmeldemonteurschule der Post. Der verbliebene Bestand des Klosters wurde 1966 restauriert.
Im Jahr 2014 wurde die Pfarrseelsorge an die Erzdiözese Wien zurückgegeben. Im September 2014 wurde das Kloster der Seelsorge an jungen Erwachsenen gewidmet. Das neu errichtete Zentrum trägt den Namen La Verna und ist für alle zwischen 16 und 35 Jahren offen. Es werden verschiedene Kurse zu verschiedenen Themen angeboten sowie andere Möglichkeiten den persönlichen Glauben zu vertiefen.

## Architektur
Die zweigeschoßige Anlage entstand vom 15. bis zum 20. Jahrhundert mit einem langgestreckten Straßentrakt und zwei schmalen an die Klosterkirche anschließenden Höfen, welche im Osten und im Inneren durch Gänge miteinander verbunden sind. 1961/1966 wurden Teile abgetragen und durch Neubauten ersetzt.
Der langgestreckte Straßentrakt hat eine leicht gekrümmte Front, er entstand im Kern in der zweiten Hälfte des 15. Jahrhunderts und wurde 1725 erweitert und teils erneuert. Die schlichte barocke Fassade zeigt Stegrahmen- und Putzfaschenfenster, ein barockes Sprenggiebelportal mit einer Kartusche mit dem Franziskanerwappen. Das Durchfahrtsportal ist segmentbogig.
Der Josefhof ist ein kleiner quadratischer Hof mit einer unregelmäßigen Fensteraufteilung barocker Stegrahmenfenster. Reste der zweigeschoßigen Renaissance-Arkaden mit toskanischen Säulen und im Norden und Osten mit originalen Sgraffitobalustraden und sgraffierten Arkaden von 1578 wurden 1983 freigelegt und im Westen ergänzt.
Der ostseitig an den Josefhof anschließende Hof ist der Nord- und Westtrakt im Kern spätgotisch. Reste des ehemaligen Kreuzganges sind erhalten. Im Erdgeschoß gibt es Spitzbogenfenster mit abgewitterten gotischen Gewände in barocker Stegrahmung, im Obergeschoß gibt es kleine fast quadratische Fenster mit barocker Stegrahmung. Der Südflügel wurde 1961 abgetragen, im Osten entstand 1966 ein Neubau.
Im Hof steht eine Statue hl. Johannes Capistran auf einer Baumsäule mit der Jahresangaben 1762 und 1880 restauriert.
Das Klosterinnere hat hofseitig Gänge mit Kreuzgratgewölben bzw. Stichkappen aus der zweiten Hälfte des 16. Jahrhunderts, mit Böden mit Kelheimer Platten um 1600. Im Straßentrakt hofseitig im Norden befindet sich ein dreiläufiges segmenttonnengewölbtes Stiegenhaus mit platzlgewölbten Podesten, im ersten Podest befindet sich eine barocke platzlgewölbte Altarnische. Nördlich der ehemaligen Durchfahrt befindet sich ein nahezu quadratischer Raum mit Wandpfeilern und Stichkappen mit Putzbänderauflagen entlang der Grate und im Scheitel, alles um 1600. Im Norden befindet sich eine Maria-Lourdes-Grotte, der Bauteil mit Stichkappentonne entstand um 1600, die Auskleidung als Grotte mit einer Bruchsteinverkleidung ist von 1921. Im Obergeschoß haben die Räume teils Kreuzgratgewölbe um 1600 sowie Flachdecken teils mit barock geschweiften Stuckspiegeln.